# Église Jésus-Adolescent de Franceville
La chapelle Jésus-Adolescent de Franceville de Montfermeil dans le département de la Seine-saint-Denis en région Île-de-France est une église appartenant au diocèse de Saint-Denis affectée au culte catholique. Elle est située à l'angle de l'avenue des Myosotis et de l'avenue Gabriel-Péri.
C'est l'une des trois églises du culte catholique de la ville de Montfermeil avec l'église Saint-Pierre Saint-Paul et la Paroisse de Notre-Dame de Lourdes.
Chaque premier dimanche de chaque mois à 9h45 a lieu une messe selon le rite latin extraordinaire.

## Historique
La construction de la chapelle a été réalisée entre 1930 et 1934 grâce à l'abbé Baudet qui a beaucoup œuvré pour l'achat du terrain et l'édification du bâtiment.
À l'origine, l'édifice était rustique ; il ressemblait à un hangar et servait de salle de réunion et de catéchisme. Quelques offices y étaient célébrés de temps en temps, les messes dominicales ayant lieu à Saint-Pierre Saint-Paul.
Le 1er juin 1964, monseigneur Alexandre Renard, évêque de Versailles (Montfermeil était alors encore en Seine-et-Oise, diocèse de Versailles) érige la paroisse Jésus-Adolescent avec la chapelle pour église. Il y nomma le père Étienne Eöry, réfugié hongrois, comme curé, il y restera jusqu’à sa mort en 1998.

## Architecture
- La chapelle a un plan extrêmement simple : un rectangle précédé d'un porche assez modeste.
- les parois latérales sont éclairées par huit panneaux de pavés de verre, stock que le Père Eöry avait pu acquérir à peu de frais ; il les avait organisés en des panneaux tous différents, chacun ayant une valeur symbolique, le tout constituant un ensemble spirituellement cohérent : le côté gauche raconte la Rédemption, le droit, l'Église.

## Objets d'art
- La Vierge, sur le mur à droite de l'autel a été réalisée en 1975 par Georges Vince, artiste. Elle a été faite dans une feuille de cuivre repoussée.
- Jésus sur la croix est une copie du dévot Christ de Perpignan, exposé dans la cathédrale Saint-Jean-Baptiste de cette ville. Il a été sculpté sur demande par un artiste de Lourdes. L'icône de Marie qui se trouve sur la gauche de l'autel, au-dessus de la porte, représente Notre-Dame de Jasna Góra, dont le sanctuaire se trouve à Notre-Dame de Czestochowa (Pologne). Il a été offert en 1985 par des pèlerins polonais en signe de reconnaissance à la paroisse pour l'aide apportée lors d'un pèlerinage.
- La statue de Saint Pierre à droite de l'autel vient d'une église pillée à la révolution. Elle a été sauvée de la destruction et gardée par une famille qui en a fait don au Père Étienne Eöry à l'occasion de ses vingt-cinq ans de sacerdoce. La statue daterait du XVIIe siècle. Le socle sur lequel se trouve Saint Pierre symbolise le roc : " Tu es Pierre, sur cette pierre je bâtirai mon église " (Matthieu 16, 18). Dans ce socle, un petit coffret contient de la terre des catacombes de Sainte Priscile à Rome. La photo du Pape actuel rappelle qu'il est le successeur de Saint Pierre.
- En 1970, Yves Guillemaut, un paroissien photographe d'architecture réalisa sur demande les 14 photos du chemin de croix à partir de trois visages du Christ sur la croix et les offrit à la paroisse.
- Dans le fond de la chapelle, à gauche, se trouve un tableau de saint Maximilien Kolbe, mort en déportation pour avoir pris la place d'un père de famille condamné. Ce tableau a été offert au père Étienne par des pèlerins qui se sont rendus en Pologne et qui ont prié dans la cellule du saint.
- Au milieu du jardin, se dresse la grande croix lumineuse. Elle mesure 10 mètres de haut, son poids est de 1 500 kg. Elle est en acier recouverte d'un manteau en inox et a nécessité 150 heures de travail par la maison Mamias de Gagny. Son financement a été intégralement réalisé grâce à une souscription. Ce projet trouve son origine dans les différents pèlerinages réalisés en Pologne et autres pays de l'Est : Hongrie, Roumanie « tant nous étions bouleversés de voir à quel point était forte la ferveur des chrétiens priant au pied des croix. La croix était pour eux symbole de leur foi et signe de ralliement dans l'adversité à une époque (les années 1980) où l'Église était persécutée. Il avait souhaité par l'édification de cette croix d'être en communion avec les frères des pays de l'Est ». À son sommet le sigle IHS (Iesus Hominum Salvator) veut dire « Jésus Sauveur des Hommes. » La bénédiction de la croix a eu lieu le dimanche 8 août 1989 devant une foule nombreuse venue de tous les coins de France.
- Le campanile a été réalisé en même temps que la croix. Il est composé de trois cloches baptisées Julia, Gisèle et Franck en souvenir de personnes ayant œuvré pour la paroisse[4]. La sonnerie de ce campanile invite au rassemblement dans la chapelle pour divers offices.
- Enfin, au fond du jardin, derrière le presbytère se trouve une reproduction de la grotte de Notre Dame de Lourdes. Elle a été construite en 1974 afin de permettre aux paroissiens de venir se recueillir et vénérer la Vierge. Une statue de sainte Thérèse se trouve à droite de la grotte ; elle est également visitée. Le tout se fond dans un îlot de verdure propice à la méditation.